# Gillian Jacobs
Gillian Maclaren Jacobs (Pittsburgh, 19 ottobre 1982) è un'attrice statunitense.
È nota soprattutto per il ruolo di Britta Perry nella serie televisiva della NBC Community e di Mickey in Love, serie originale Netflix del 2016.

## Biografia
Gillian Jacobs è nata a Pittsburgh, in Pennsylvania. I suoi genitori sono Martina Magenau Jacobs, impiegata nella Carnegie Mellon University per le relazioni con gli ex studenti, e William F. Jacobs Jr., banchiere specializzato negli investimenti. È cresciuta a Mt. Lebanon, sempre in Pennsylvania. La sua famiglia è stata proprietaria della Erie Brewing Company a Erie, Pennsylvania, dove suo nonno, John Martin Magenau Jr., è stato Presidente e CEO fino alla chiusura nel 1978.
Gillian ha iniziato a studiare recitazione all'età di otto anni e crescendo ha frequentato corsi di recitazione al Pittsburgh Playhouse. Ha recitato con la compagnia teatrale Pittsburgh Public Theater, dove diventa tra le migliori interpreti di monologhi shakespeariani, questo le permette di essere scelta per interpretare Titania in Sogno di una notte di mezza estate. Dopo essersi diplomata nel 2000 si trasferisce a New York per frequentare la Juilliard School, dove si laurea nel 2004.
Il primo ruolo di Gillian Jacobs è quello di Adele Congreve nella serie TV The Book of Daniel. Nonostante interpreti Kim nell'episodio pilota di Traveler, il ruolo viene poi affidato a Pascale Hutton. Successivamente ha qualche ruolo di comparsa in Fringe e Law & Order: Criminal Intent. Nel 2006 partecipa alla produzione Off-Off-Broadway di Chris Denham Cagelove. Nonostante lo spettacolo abbia avuto una reazione dalla critica negativa, la Jacobs viene elogiata in molte recensioni. Il New York Times consiglia ai suoi lettori di  "ricordare il nome di Gillian Jacobs, una straordinaria laureata Juilliard, che ha il bagliore di una stella nascente".
Nel marzo 2009 Gillian Jacobs si unisce al cast della serie tv della NBC Community nel ruolo di Britta Perry, una ragazza che ha lasciato il liceo e che vuole diventare una psicologa. Tra i film in cui recita ci sono Soffocare (2008), The Box (2009), Bad Milo! (2013), Una notte in giallo (2014), Un tuffo nel passato 2 (2015) e Cognati per caso (2016) ed è stata anche la voce di Sta'abi nella serie Nickelodeon Mostri contro Alieni. Community è stato cancellato nel maggio 2014 e sempre nello stesso mese viene annunciato la Jacobs avrebbe avuto un ruolo secondario nella quarta stagione della serie HBO Girls.
Nel giugno 2014 Community viene comprata e rinnovata da Yahoo! Screen per una sesta stagione. Nel settembre dello stesso anno viene annunciato che sarebbe stata protagonista nella serie originale Netflix Love, che ha esordito nel febbraio 2016.
Gillian Jacobs ha anche diretto nel 2015 il documentario The Queen of Code sull'informatica e contrammiraglio della United States Navy Grace Hopper.

## Vita privata
Gillian Jacobs è astemia, dice di aver scelto da giovane di non bere mai niente di alcolico né di usare droghe. Il fatto che suo padre sia un alcolizzato e la lettura del libro educativo Alice: I giorni della droga, le hanno fatto temere di rovinarsi la vita nello stesso modo.

## Filmografia parziale

### Attrice

#### Cinema
- Building Girl, regia di Shari L. Carpenter (2005)
- Blackbird, regia di Adam Rapp (2007)
- Soffocare (Choke), regia di Clark Gregg (2008)
- Gardens of the Night, regia di Damian Harris (2008)
- The Box, regia di Richard Kelly (2009)
- Solitary Man, regia di Brian Koppelman e David Levien (2009)
- Helena from the Wedding, regia di Joseph Infantolino (2010)
- Nonames, regia di Kathy Lindboe (2010)
- Coach, regia di Will Frears (2010)
- Don Cheadle Is Captain Planet, regia di Nick Corirossi e Charles Ingram (2011) – cortometraggio
- Let Go, regia di Brian Jett (2011)
- Made in Cleveland, regia di Jamie Babbit, Robert C. Banks e Tony Hartman (2012)
- It's Not You It's Me, regia di Matt Spicer (2012) – cortometraggio
- Watching TV with the Red Chinese, regia di Shimon Dotan (2012)
- Revenge for Jolly!, regia di Chadd Harbold (2012)
- Sin Bin, regia di Billy Federighi (2012)
- Cercasi amore per la fine del mondo (Seeking a Friend for the End of the World), regia di Lorene Scafaria (2012)
- The Incredible Burt Wonderstone, regia di Don Scardino (2013)
- Bad Milo!, regia di Jacob Vaughan (2013)
- Una notte in giallo (Walk of Shame), regia di Steven Brill (2014)
- Black or White, regia di Mike Binder (2014)
- Life Partners, regia di Susanna Fogel (2014)
- Un tuffo nel passato 2 (Hot Tub Time Machine 2), regia di Steve Pink (2015)
- Cognati per caso (Brother Nature), regia di Oz Rodriguez e Matt Villines (2016)
- Dean, regia di Demetri Martin (2016)
- Ibiza, regia di Alex Richanbach (2018)
- Life of the Party, regia di Ben Falcone (2018)
- Magic Camp, regia di Mark Waters (2020)
- Come Play, regia di Jacob Chase (2020)
- The Contractor, regia di Tarik Saleh (2022)

#### Televisione
- The Book of Daniel – serie TV, episodi 1x02-1x07-1x04 (2006)
- Up All Night, regia di Scott Silveri – film TV (2007)
- Traveler – serie TV, episodio 1x01 (2007)
- Fringe – serie TV, episodio 1x08 (2008)
- Law & Order: Criminal Intent – serie TV, episodio 8x02 (2009)
- Royal Pains – serie TV, episodio 1x02 (2009)
- The Good Wife – serie TV, episodio 1x01 (2009)
- Community – serie TV, 110 episodi (2009-2015)
- Aqua Teen Hunger Force – serie TV, episodio 7x11 (2010)
- Comedy Bang! Bang! – serie TV, episodio 1x01 (2012)
- The Book Club – serie TV, episodi 1x06-1x05 (2012)
- Girls – serie TV, 5 episodi (2015)
- Love – serie TV, 34 episodi (2016-2018)
- Fear Street Parte 1: 1994 (Fear Street Part One: 1994), regia di Leigh Janiak – film TV (2021)
- Fear Street Parte 2: 1978 (Fear Street Part Two: 1978), regia di Leigh Janiak – film TV (2021)
- Fear Street Parte 3: 1666 (Fear Street Part Three: 1666), regia di Leigh Janiak – film TV (2021)
- Winning Time - L'ascesa della dinastia dei Lakers (Winning Time: The Rise of the Lakers Dynasty) – serie TV, 7 episodi (2022-2023)
- Transatlantic – miniserie TV, 7 puntate (2023)
- The Bear – serie TV, episodi 2x06-2x07 (2023)

### Doppiatrice
- Robot Chicken – serie TV, episodio 6x03 (2012)
- Mostri contro alieni – serie animata, 11 episodi (2013-2014)
- Rick and Morty – serie animata, episodio 3x04 (2017)
- Star Trek: Lower Decks - seria animata, episodio 1x05 (2020) – Barbara Brinson
- Invincible – serie animata, 17 episodi (2021) – Samantha Eve Wilkins / Atom Eve
- Ten Year Old Tom – serie animata, 20 episodi (2021-2023)
- Vindicators 2 – serie animata, 6 episodi (2022)
- Una notte al museo - La vendetta di Kahmunrah (Night at the Museum: Kahmunrah Rises Again), regia di Matt Danner (2022)

### Regista
- The Queen of Code – documentario (2015)
- Shatterbox - serie TV, episodio 1x06 (2016)
- Curated, regia di Gillian Jacobs - cortometraggio (2018)
- Marvel 616 - serie TV, episodio 1x02 (2020)

## Riconoscimenti
Critics' Choice Television Award
- 2012 – Candidatura per la Miglior attrice non protagonista in una serie commedia per Community

## Doppiatrici italiane
Nelle versioni in italiano delle opere in cui ha recitato, Gillian Jacobs è stata doppiata da:
- Sara Torresan in Life of the Party, Fear Street Parte 1: 1994, Fear Street Parte 2: 1978, Fear Street Parte 3: 1666
- Alessia Amendola in Love, Ibiza, The Contractor
- Federica De Bortoli in The Box, Come Play
- Chiara Gioncardi in Cercasi amore per la fine del mondo, Transatlantic
- Francesca Manicone in Una notte in giallo
- Domitilla D'Amico in Bad Milo!
- Emanuela Pacotto in Community
- Giorgia Gasperoni in Black or White
- Gaia Bolognesi in Un tuffo nel passato 2

Da doppiatrice è sostituita da:
- Alessandra Korompay in Mostri contro alieni
- Alessia Amendola in Invincible
- Monica Bertolotti in Soffocare